# 이항 정리
초등대수학에서 이항 정리(二項定理, 문화어: 두마디공식, 영어: binomial theorem)는 이항식의 거듭제곱을 이항 계수를 계수로 하는 일련의 단항식들의 합으로 전개하는 정리이다. 이항 정리를 사용하면 더욱 편리하게 계산할 수 있다.

## 정의

파스칼의 삼각형의 처음 5줄

이항 정리에 따르면, 이변수 복소수 다항식 {\displaystyle (x+y)^{n}}을 다음과 같이 전개할 수 있다.
{\displaystyle (x+y)^{n}=\sum _{k=0}^{n}{\binom {n}{k}}x^{n-k}y^{k}=x^{n}+nx^{n-1}y+{\frac {n(n-1)}{2}}x^{n-2}y^{2}+\cdots +y^{n}}
여기서
{\displaystyle {\binom {n}{k}}={\frac {n!}{k!(n-k)!}}={\frac {n(n-1)(n-2)\cdots (n-k+1)}{k!}}}
는 이항 계수이며, {\displaystyle n}개에서 {\displaystyle k}개를 고르는 조합의 가짓수이다. 이항 계수는 파스칼의 삼각형의 원소들인데, 이 삼각형에 배열되었을 때, 이항 계수는 좌우 대칭을 띠며, 각 원소는 바로 위의 두 이웃 원소의 합이다.

## 증명

### 조합론적 증명
{\displaystyle (x+y)^{n}}의 전개는 다음과 같은 {\displaystyle 2^{n}}개의 항으로 이루어진다.
{\displaystyle e_{i1}e_{i2}\cdots e_{in}}
여기서
{\displaystyle e_{ij}\in \{x,y\}}
{\displaystyle i=1,2,\dots ,2^{n}}
또한, {\displaystyle x^{n-k}y^{k}} 꼴의 항의 개수는 {\displaystyle n}개에서 {\displaystyle k}개를 고르는 조합의 가짓수와 같으며, 즉 이항 계수 {\displaystyle \textstyle {\binom {n}{k}}}와 같다. 이는 각 항이 {\displaystyle \{1,2,\dots ,n\}}의 부분 집합과
{\displaystyle e_{i1}e_{i2}\cdots e_{in}\mapsto \{j\in \{1,2,\dots ,n\}\colon e_{ij}=y\}}
와 같이 일대일 대응하며, 이 경우 {\displaystyle x^{n-k}y^{k}} 꼴의 항들은 {\displaystyle \{1,2,\dots ,n\}}의 {\displaystyle k}원소 부분 집합들과 일대일 대응하기 때문이다. 따라서, 이항 정리가 성립한다.

### 수학적 귀납법을 통한 증명
이항 계수의 항등식
{\displaystyle {\binom {n}{k}}+{\binom {n}{k-1}}={\binom {n+1}{k}}}
및 지수 {\displaystyle n}에 대한 수학적 귀납법을 통해 이항 정리를 다음과 같이 증명할 수 있다. 우선, {\displaystyle n=0}의 경우 자명하게 성립한다. 즉,
{\displaystyle (x+y)^{0}=1}
이제, {\displaystyle n}에 대하여 성립한다고 가정하자. 그렇다면,
{\displaystyle {\begin{aligned}(x+y)^{n+1}&=(x+y)(x+y)^{n}\\&=(x+y)\sum _{k=0}^{n}{\binom {n}{k}}x^{n-k}y^{k}\\&=x\sum _{k=0}^{n}{\binom {n}{k}}x^{n-k}y^{k}+y\sum _{k=0}^{n}{\binom {n}{k}}x^{n-k}y^{k}\\&=\sum _{k=0}^{n}{\binom {n}{k}}x^{n+1-k}y^{k}+\sum _{k=1}^{n+1}{\binom {n}{k-1}}x^{n+1-k}y^{k}\\&=x^{n+1}+\sum _{k=1}^{n}\left({\binom {n}{k}}+{\binom {n}{k-1}}\right)x^{n+1-k}y^{k}+y^{n+1}\\&=\sum _{k=0}^{n+1}{\binom {n+1}{k}}x^{n+1-k}y^{k}\end{aligned}}}
즉, {\displaystyle n+1}에 대하여 성립한다. 수학적 귀납법에 따라, 이항 정리는 임의의 {\displaystyle n\in \mathbb {N} }에 대하여 성립한다.

## 예
몇 가지 작은 지수의 경우의 이항 정리는 다음과 같다.
{\displaystyle (x+y)^{0}=1}
{\displaystyle (x+y)^{1}=x+y}
{\displaystyle (x+y)^{2}=x^{2}+2xy+y^{2}}
{\displaystyle (x+y)^{3}=x^{3}+3x^{2}y+3xy^{2}+y^{3}}
{\displaystyle (x+y)^{4}=x^{4}+4x^{3}y+6x^{2}y^{2}+4xy^{3}+y^{4}}
임의의 복소수를 {\displaystyle x}와 {\displaystyle y}에 대입해도 성립한다. 다만 지수 0의 경우 00 = 1이라고 가정해야 한다.

## 관련 정리

### 일반화된 이항 정리
이항식을 거듭제곱하는 지수를 임의의 복소수 {\displaystyle \alpha \in \mathbb {C} }까지 확장할 수 있다. 이렇게 일반화된 이항 정리에선 전개가 무한 급수가 되며, 다음과 같다.
{\displaystyle (x+y)^{\alpha }=\sum _{k=0}^{\infty }{\binom {\alpha }{k}}x^{\alpha -k}y^{k}=x^{\alpha }+\alpha x^{\alpha -1}y+{\frac {\alpha (\alpha -1)}{2}}x^{\alpha -2}y^{2}+\cdots }
여기서
{\displaystyle {\binom {\alpha }{k}}={\frac {\alpha (\alpha -1)(\alpha -2)\cdots (\alpha -k+1)}{k!}}}
는 일반화된 이항 계수이다. 이항 정리는 일반화된 이항 정리에서 {\displaystyle \alpha \in \mathbb {N} }인 특수한 경우이다. {\displaystyle \alpha \not \in \mathbb {N} }일 경우, 이 등식은 {\displaystyle |x|>|y|}일 때 성립하며, {\displaystyle |x|<|y|}일 때 성립하지 않으며, {\displaystyle |x|=|y|}일 때의 성립 여부는 {\displaystyle x,y,\alpha }의 값에 따라 다르다.

### 다항 정리
이항식 대신 여러 항의 다항식을 사용하면 다항 정리를 얻으며, 다음과 같다.
{\displaystyle (x_{1}+x_{2}+\cdots +x_{m})^{n}=\sum _{k_{1},k_{2},\dots ,k_{m}\in \mathbb {N} }^{k_{1}+k_{2}+\cdots k_{m}=n}{\frac {n!}{k_{1}!k_{2}!\cdots k_{m}!}}x_{1}^{k_{1}}x_{2}^{k_{2}}\cdots x_{m}^{k_{m}}}
이를 다중지표를 사용하여 다음과 같이 쓸 수 있다.
{\displaystyle (x_{1}+x_{2}+\cdots +x_{m})^{n}=\sum _{K\in \mathbb {N} ^{m}}^{|K|=n}{\binom {n}{K}}x^{K}}
이항 정리는 다항 정리에서 {\displaystyle m=2}인 특수한 경우이다.

### 다중 이항 정리
하나의 이항식의 거듭제곱 대신 여러 (중복이 가능한) 이항식들의 곱을 사용하면 다중 이항 정리를 얻으며, 다음과 같다.
{\displaystyle (x_{1}+y_{1})^{n_{1}}(x_{2}+y_{2})^{n_{2}}\cdots (x_{d}+y_{d})^{n_{d}}=\sum _{k_{1}=0}^{n_{1}}\sum _{k_{2}=0}^{n_{2}}\cdots \sum _{k_{d}=0}^{n_{d}}{\binom {n_{1}}{k_{1}}}x_{1}^{n_{1}-k_{1}}y_{1}^{k_{1}}{\binom {n_{2}}{k_{2}}}x_{2}^{n_{2}-k_{2}}y_{2}^{k_{2}}\cdots {\binom {n_{d}}{k_{d}}}x_{d}^{n_{d}-k_{d}}y_{d}^{k_{d}}}
이를 다중지표를 사용하여 다음과 같이 쓸 수 있다.
{\displaystyle (x+y)^{N}=\sum _{K\in \mathbb {N} ^{d}\colon K\leq N}{\binom {N}{K}}x^{N-K}y^{K}}
이항 정리는 다중 이항 정리에서 {\displaystyle d=1}인 특수한 경우이다.

### 가환환의 경우
이항 정리는 임의의 가환환의 원소를 계수로 하는 다항식에 대해서도 성립한다. 이항 정리는 복소수 다항식에 대한 특수한 경우이다.

## 역사
이항계수가 삼각형의 형태로 배열되는 이 식은 종종 17세기 블레즈 파스칼의 공적으로 알려져 있으나 실제로는 이슬람, 남아시아, 동아시아 문화권 모두에서 독립적으로 미리 발견되어 있었다. 시기와 발견자는 각각 10세기 인도 수학자 할라유다, 페르시아 수학자 알카라지와 13세기 중국의 수학자 양휘였다.

## 같이 보기
- 이항 분포
- 스털링 근사